# Carlo Cattaneo (mathématicien)
Pour les articles homonymes, voir Carlo Cattaneo (homonymie) et Cattaneo.
Carlo Cattaneo (1911-1979) est un mathématicien et physicien italien connu pour ses travaux en physique statistique, en mécanique des milieux continus et en relativité générale.

## Biographie
Cattaneo fait ses études à l'université de Rome « La Sapienza » où il obtient une thèse d'ingénierie en 1934 et de mathématiques en 1936 avec Tullio Levi-Civita. Il est assistant professeur à cette université en 1938 puis maître de conférences en 1940. De 1949 à 1957 il est professeur à l'université de Pise. À partir de 1957 il revient à l'université de Rome comme professeur.
Outre ses travaux en physique statistique (équation de Cattaneo-Vernotte) et en mécanique (mécanique des structures et théorie de l'élasticité), Cattaneo est connu pour son œuvre en relativité générale,,.

## Distinctions
- Membre du Comité international sur la relativité générale en 1962,
- Membre de l'Académie des Lyncéens en 1972[2],
- Vice-président du comité de mathématiques du Conseil national de la recherche italien de 1972 à 1976.
- Membre du conseil d'administration du Centre interdisciplinaire Linceo (Académie des Lyncéens),
- Membre correspondant de l'Académie des sciences de Turin,
- Membre de l'Académie des sciences et des lettres de l'institut lombard,
- Prix Vallauri de l'Académie des sciences de Turin.

## Ouvrages
Outre divers ouvrages en italien, Cattaneo est l'éditeur des travaux présentés à l'École d'été internationale de mathématiques (Fondation CIME) et diffusés par Springer Verlag dans la série Lecture Notes in Mathematics.